# Малатеста, Гульельмо
Э. Гульельмо Малатеста (итал. E. Guglielmo Malatesta; 6 декабря 1891, Равенна, Эмилия-Романья — 8 ноября 1920, Равенна, Эмилия-Романья) — итальянский велогонщик, выступавший на треке. Участник летних Олимпийских игр 1908 года.

## Биография
Гульельмо Малатеста родился 6 декабря 1891 года в итальянском городе Равенна.
В 1908 году вошёл в состав сборной Италии на летних Олимпийских играх в Лондоне. В индивидуальном спринте занял последнее, 3-е место в четвертьфинальном заезде. В гонке на 5000 метров занял 3-е место в полуфинальном заезде. В гонке на 100 км не завершил полуфинальный заезд.
В 1909 году перешёл в профессионалы.
Убит 8 ноября 1920 года в Равенне. Будучи республиканцем, был зарезан в столкновении с социалистами.